# Гончаренко, Николай Гаврилович
Николай Гаврилович Гончаренко (1912—1997) — донбасский историк, доктор исторических наук, профессор, заведующий кафедрой Луганского государственного педагогического института имени Шевченко, лауреат Государственной премии УССР в области науки и техники (1969), почетный гражданин Луганска (1970). Заслуженный работник высшей школы Украинской ССР, член-корреспондент Академии наук Украины.

## Биография
Родился в 1912 году в селе Суслово (ныне в составе села Марьевка, Кропивницкий район, Кировоградская область).
В 1940 году окончил исторический факультет Саратовского университета.
Участник Великой Отечественной войны; лейтенант 82 стрелкового полка 17 стрелковой дивизии. Отмечен боевыми наградами: Орден Красной Звезды (3.09.1944), Орден Отечественной войны II степени (4.03.1945).
С 1946 года работал в Ворошиловградском педагогическом институте. В 1950—1979 годах — заведующий кафедрой истории КПСС, в течение 1979—1992-х — профессор этой же кафедры.
В 1963 году получил ученое звание профессора.
В 1967 году получил степень доктора исторических наук (диссертация «Подготовка социалистической революции и установление Советской власти в Донбассе (февраль 1917 г. — апрель 1918 г.)». была защищена в Харькове в 1964 году).
Исследовал историю установления Советской власти в Донбассе и деятельность большевистских организаций региона.
Лауреат Государственной премии УССР 1969 года — по двухтомный труд «Победа Великой Октябрьской социалистической революции на Украине», соавторы Королевский, Степан Мефодьевич, Рубач, Михаил Абрамович, Супруненко, Николай Иванович, Щусь, Оксана Иосифовна.
Умер в 1997 году в Луганске.

## Сочинения
- «Донецкий пролетариат накануне и в годы первой русской революции (1905—1907 гг.)», 1955.
- «Советы Донбасса в 1917 г. Март-декабрь». — Сталино : Обл. изд., 1957. — 133 с.
- «Октябрь в Донбассе» — Луганск : Обл. изд., 1961. — 272 с.
- «Борьба за укрепление власти Советов в Донбассе». — Луганск : Обл. изд., 1963. — 211 с.
- «В борьбе за власть Советов: Большевики Луганщины в период борьбы за завоевание и упрочение власти Советов (1917—1920 гг.)». — Харьков : Изд. Харьк. ун-та, 1968. — 156 с.
- Луганск: Ист. очерк. — Донецк : Донбасс, 1969. — 207 с.
- «В битвах за Октябрь (Март 1917-март 1918 гг.)». — Донецк : Донбас, 1974. — 254 с.